# Edward Solly

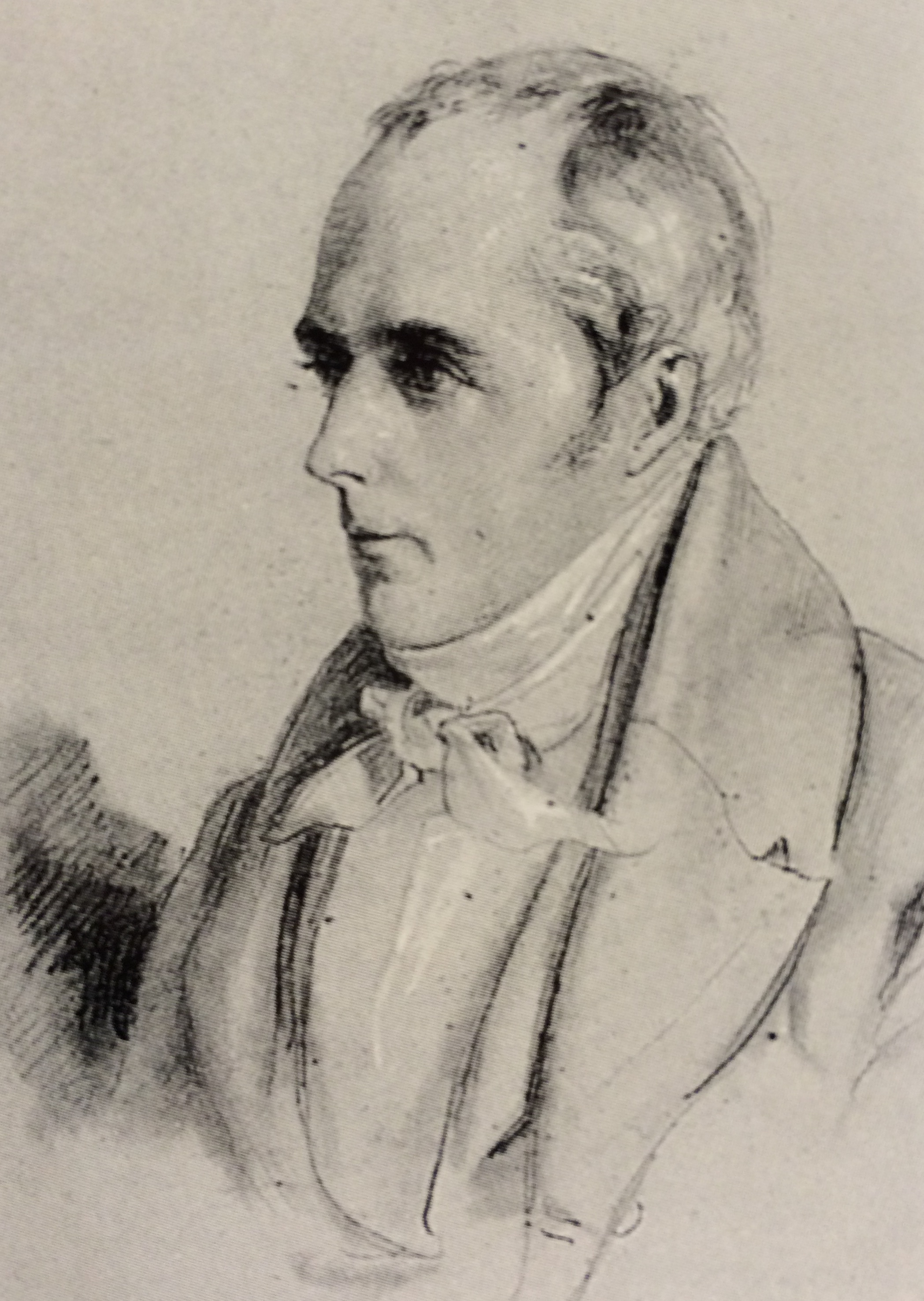
Edward Solly

Edward Solly (* 25. April 1776 in London; † 2. Dezember 1848) war ein englischer Kaufmann und einer der bedeutenden Kunstsammler des frühen 19. Jahrhunderts.

## Leben
Solly verbrachte einen Teil seines Lebens in Berlin, ab 1813 als Vertreter der Firma seines Vaters. Den Hauptumsatz erwirtschaftete der Betrieb mit Holz- und Getreidehandel zwischen England und den deutschen Ostseehäfen. Besonders gut lief das Geschäft während der Kontinentalsperre, die der Firma riesige Gewinne einbrachte. Seinen Anteil nutzte Edward Solly zum Aufbau einer außerordentlich großen Gemäldesammlung, die er aufgrund seiner weltweiten Handelsbeziehungen in relativ kurzer Zeit zusammentragen konnte.
Während der napoleonischen Kriege selbst geriet die Firma aber in immer größere finanzielle Schwierigkeiten. Schuld daran war die während dieser Zeit gehandhabte rigorose Zoll- und Handelspolitik Englands. Als einzigen Ausweg sah Solly, sich an den preußischen Staat zu wenden, in dessen Dienst es ja zu diesen Verlusten gekommen war. Preußen erkannt diese Verluste an und sprach Solly 1818 eine Entschädigung von 200 000 Reichstalern zu. Als das Geld nicht ausreichte, wurde ihm 1819 noch einmal ein Darlehen in gleicher Höhe gewährt. Als Sicherheit hinterlegte er seine auf mittlerweile über 3000 Bilder angewachsene Gemäldesammlung. Unfähig, den gewährten Kredit zurückzuzahlen und weil er noch weiteres Geld benötigt, begann er, durch Vermittlung von Wilhelm Christian Benecke von Gröditzberg und seinem Freund Benjamin Wegner, 1820 mit dem preußischen Staat über den Verkauf seiner Sammlung zu verhandeln. Am 15. November 1821 konnten diese erfolgreich abgeschlossen werden. Für eine Summe von 500.000 Reichstalern ging die gesamte Sammlung in das Eigentum des preußischen Königs Friedrich Wilhelm III. über, der sie als Grundstock der Berliner Königlichen Museen stiftete. Das Palais Solly in Berlin, Wilhelmstraße 67 (ehem. Ecke Behrenstraße), in dem sich die Sammlung befand, kaufte Benecke von Gröditzberg, der auch zur Ablösung von Sollys Schulden an ihn in Höhe von 30 000 Reichstalern Bilder aus der Sammlung übernahm.
Mit dem erzielten Gewinn baute Solly eine neue, weitaus weniger bedeutende Sammlung auf. Einzelne herausragende Stücke dieser zweiten Sammlung gelangten später, meist durch Tausch gegen andere Werke, ebenfalls an die Berliner Sammlung. Er selbst zog sich wenig später nach London zurück, wo er in einem prächtigen Haus in der Curzon Street in Mayfair lebte. Dort besuchten ihn 1826 Karl Friedrich Schinkel und 1835 der Direktor der Berliner Gemäldegalerie Gustav Friedrich Waagen, der Sollys Kunstgeschmack sehr schätzte.

## Die Gemäldesammlung Solly
Edward Solly war ein manischer Sammler. Seine Vorliebe galt vor allem der italienischen Malerei vom Trecento bis zur Renaissance, die den Hauptteil seiner Sammlung ausmachten. Vermutlich erst relativ spät richtete er sein Augenmerk auch auf altdeutsche und altniederländische Malerei. Angeregt wurde er dadurch sicherlich von Aloys Hirt und vor allem Friedrich Schinkel, mit denen er eng befreundet war. Obwohl nicht belegt, hatte er sicher bereits zu diesem Zeitpunkt den Gedanken an eine mögliche Verkäuflichkeit der Sammlung an den preußischen Staat und hoffte, den Wert durch die nordischen Schulen steigern zu können. Gerade Friedrich Schinkel engagierte sich sehr für die Gründung eines Berliner Kunstmuseums und sah die Solly-Sammlung als eine vortreffliche Basis an, die die bereits 1815 zu diesem Zweck erworbene Sammlung Giustiniani vorteilhaft ergänzen würde. So war es auch Schinkel selbst, der das Augenmerk von Solly auf bedeutende Gemälde lenkte, so z. B. die Flügeltafeln des Genter Altars der van Eyck-Brüder oder das Gisze-Bildnis von Holbein, die erst sehr spät ihren Weg in die Sammlung fanden.
Nach der Durchsicht der Sammlung erkannte man, dass sie Werke jeder Qualität enthielt. Von großen Meisterwerken der Kunstgeschichte bis zu unbedeutenden Werken war alles enthalten. Nach einer gründlichen Durchsicht sonderte man die für das Museum brauchbaren Werke aus. Viele der als weniger brauchbar angesehenen Bilder wurde zwischen 1880 und 1886 verkauft oder an die zahlreichen preußischen Provinzmuseen abgegeben. Im Austausch gegen wertigere Bilder gelangten weitere Werke an die königlichen Schlösser in Berlin und Potsdam.

## Bedeutende Gemälde der Sammlung Solly

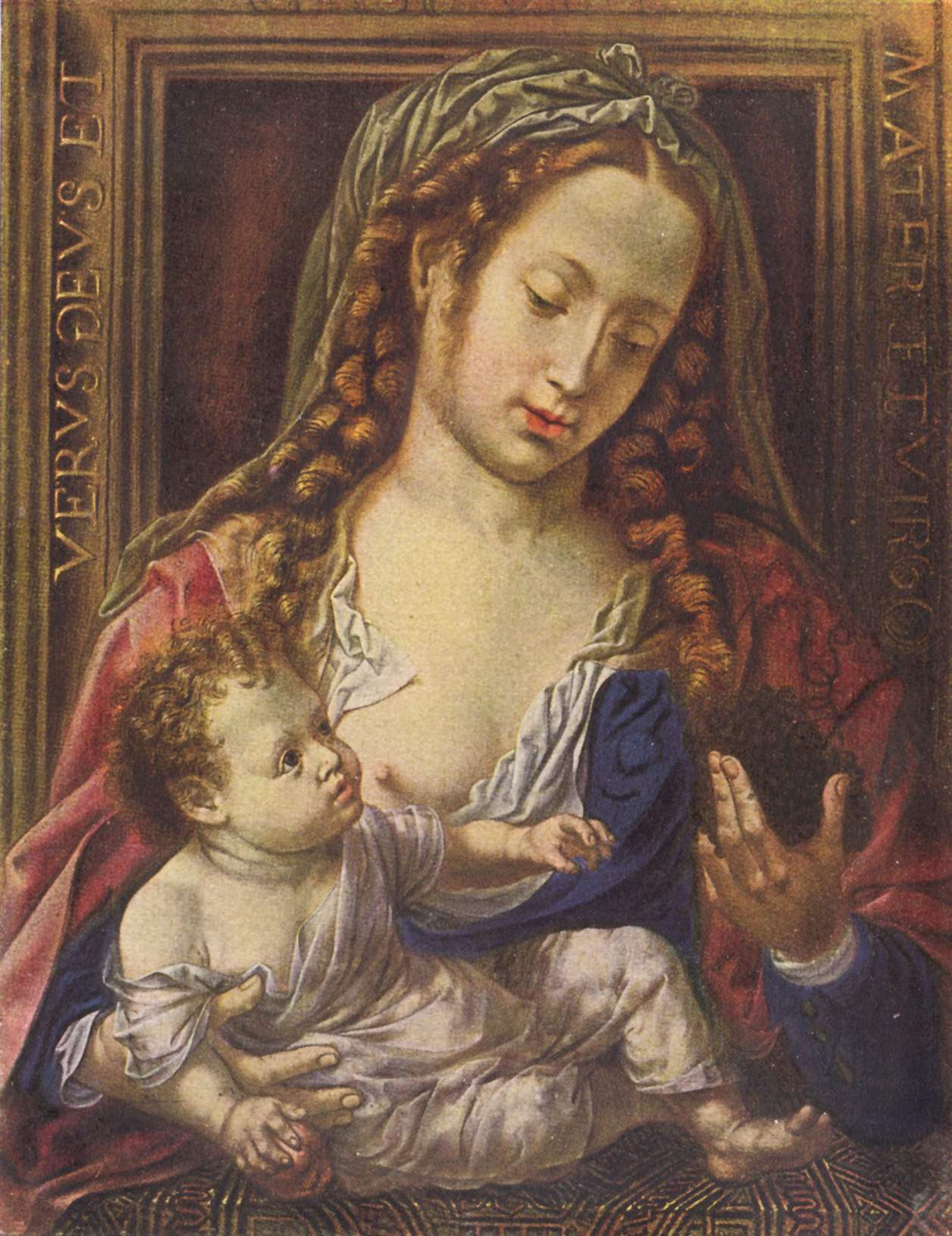
Jan Gossaert: Maria mit dem Kinde

Es folgt die Auflistung einiger bedeutender Werke aus der Sammlung Solly. Alle Bilder ohne einen Kommentar hinter dem Titel befinden sich noch heute in der Berliner Gemäldegalerie.

### Altniederländische Malerei
- Pieter Aertsen
  - Kreuztragung Christi. (wahrscheinlich 1945 zerstört)
- Jean Bellegambe
  - Flügelaltar mit dem Jüngsten Gericht.
- Ambrosius Benson
  - Caritas mit drei Kindern. (wahrscheinlich 1945 zerstört)
- Aelbert Bouts
  - Die Verkündigung.
  - Der heilige Augustinus und Johannes der Täufer mit einem Stifter.
  - Christus mit der Dornenkrone.
- Petrus Christus
  - Bildnis einer jungen Frau.
- Pieter Coecke van Aelst
  - Die Kreuztragung Christi.
  - Triptychon mit der Anbetung der Hirten.
  - Christus vor Kaiphas. (wahrscheinlich 1945 zerstört)
- Jacob Cornelisz. van Oostsanen
  - Legendenszene aus dem Leben des heiligen Hubertus von Lüttich.
  - Triptychon des Augustinus van Teylingen.
- Gerard David
  - Christus am Kreuz.
- Cornelis Engelbrechtsen
  - Die Berufung des Matthäus zum Apostelamt.
  - Die Dornenkrönung Christi.
- Jan van Eyck / Hubert van Eyck
  - 12 Tafeln vom Genter Altar. (1920 nach dem Vertrag von Versailles an Belgien abgegeben – jetzt Gent, St. Bavo)
- Frans Floris de Vriendt
  - Venus und Amor in der Schmiede Vulkans.
- Jan Gossaert
  - Neptun und Amphitrite.
  - Maria mit dem Kinde.
- Adriaen Isenbrant
  - Maria mit dem Kinde.
  - Ruhe auf der Flucht nach Ägypten.
- Cornelis Massys
  - Die Ankunft der Heiligen Familie in Bethlehem.
- Quentin Massys
  - Bildnis eines jungen Mannes.
- Joachim Patinir
  - Die Ruhe auf der Flucht nach Ägypten.
- Goswijn van der Weyden
  - Maria mit dem Kinde und dem Stifter.

Hans Holbein d. J.: Bildnis des Kaufmanns Georg Gisze

### Deutsche Malerei
- Christoph Amberger
  - Bildnis des Feldhauptmanns Georg von Frundsberg.
  - Der heilige Augustinus.
- Hans Baldung
  - Christus am Kreuz. (wahrscheinlich 1945 zerstört)
- Bartholomäus Bruyn d. Ä.
  - Bildnis des Johannes von Reidt.
  - Die Heilige Dreifaltigkeit.
  - Die heilige Anna Selbdritt.
  - Der ungläubige Thomas.
  - Christus am Kreuz.
- Lucas Cranach d. Ä.
  - Der heilige Hieronymus in felsiger Landschaft.
  - Bildnis des Kardinals Albrecht von Brandenburg.
  - Bildnis des Pfalzgrafen Philipp bei Rhein.
  - Bildnis eines jungen Patriziers.
  - Bildnis der Katharina von Bora.
  - Judith. (Berlin, Jagdschloss Grunewald)
- Lucas Cranach d. J.
  - Bildnis des Leonhard Badehorn.
- Hans Holbein d. J.
  - Bildnis des Kaufmanns Georg Gisze.
- Georg Pencz
  - Bildnisse des Ehepaars Schwetzer.
- Hans Schäufelein
  - Das Abendmahl.
  - Christus nimmt Abschied von seiner Mutter.
  - Bildnis eines Mannes.
- Anton Woensam
  - Das Jüngste Gericht.

### Flämische Malerei
- Bartholomeus van Bassen
  - Interieur mit vornehmer Gesellschaft.
- Paul Bril
  - Bergiges Meeresufer.
- Pieter Brueghel d. J.
  - Schlägerei auf dem Lande.
  - Die Kreuztragung.
- Abraham Govaerts
  - Laubwald mit rastenden Zigeunern und einem Hirsch. (wahrscheinlich 1945 zerstört)
- Cornelis Huysmans
  - Der Hohlweg. (wahrscheinlich 1945 zerstört)
- Abraham Jansens
  - Meleager und Atalante. (wahrscheinlich 1945 zerstört)

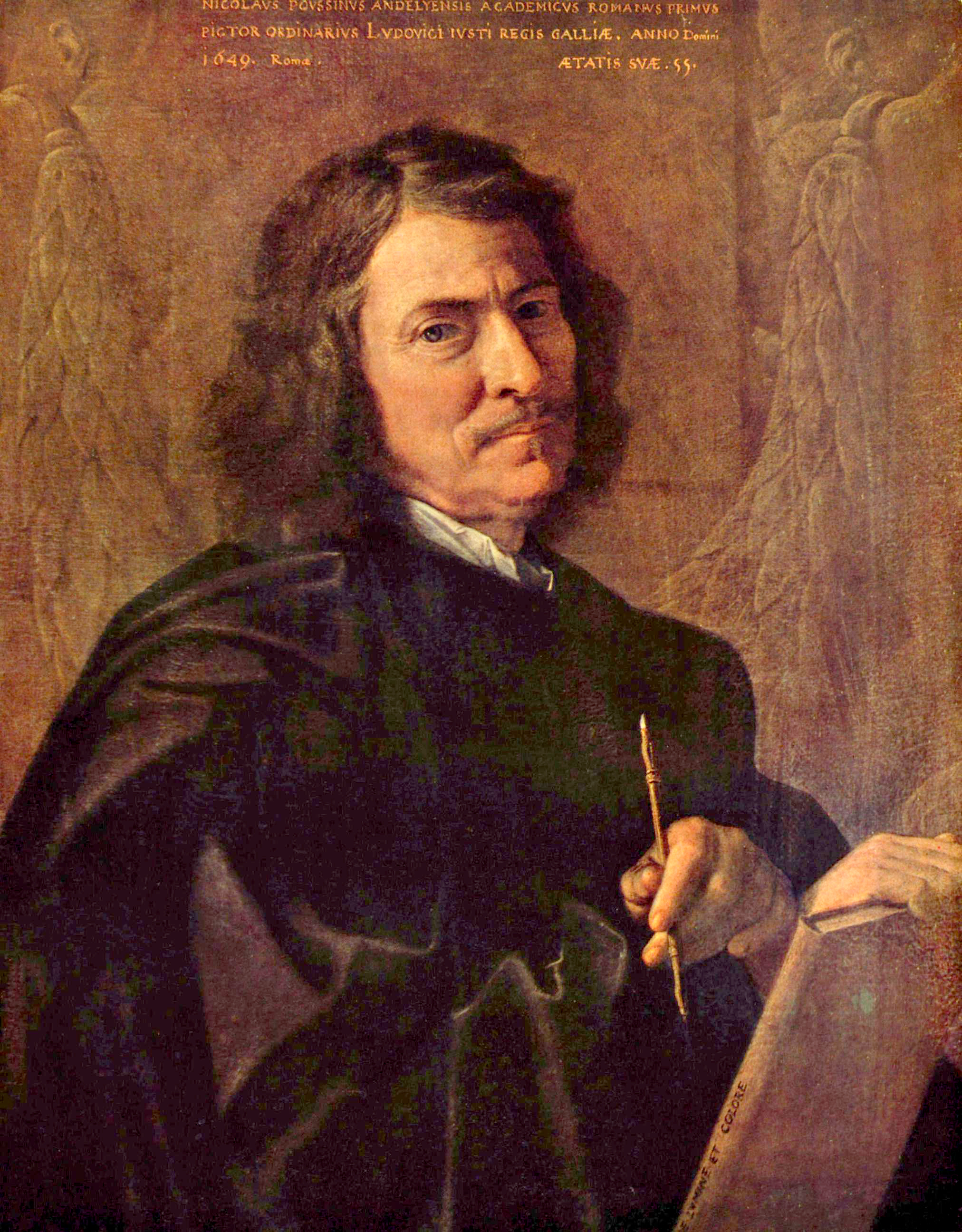
Nicolas Poussin: Selbstbildnis

### Französische Malerei

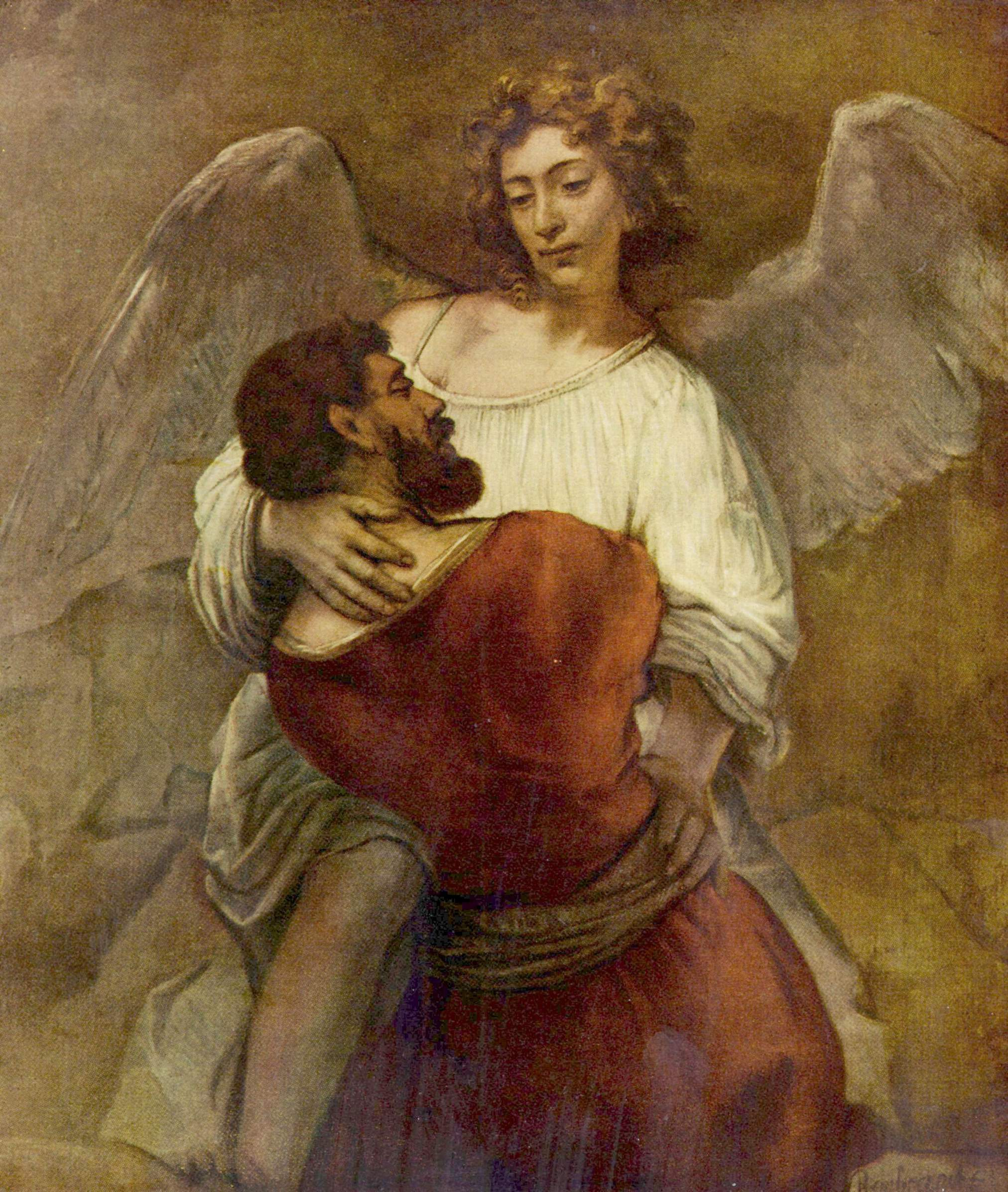
Rembrandt: Jakob ring mit dem Engel

- Nicolas Poussin
  - Selbstbildnis

### Holländische Malerei
- Barent Avercamp
  - Winterlandschaft mit zugefrorenem Fluss.
- Anthonis Blocklandt
  - Die Anbetung der Hirten.
  - Abraham Bloemaert
  - Die Anbetung der Hirten.
- Ferdinand Bol
  - Neptun und Amphitrite.
  - Venus und Amor.
- Bartholomeus Breenbergh
  - Landschaft mit Cimon und Iphigenia.
- Jan van Bylert
  - Das Gastmahl von Alexander und Kleitos.
- Pieter Claesz
  - Stillleben. (wahrscheinlich 1945 zerstört)
- Jacob Gerritsz. Cuyp
  - Junges Mädchen als Schäferin. (Potsdam-Sanssouci, Bildergalerie)
- Jan van Goyen
  - Dünenlandschaft.
- Cornelis van Haarlem
  - Bathseba im Bade.
  - Die Mannalese. (wahrscheinlich 1945 zerstört)
- Gerrit Willemsz Horst
  - Die Großmut des Scipio. (wahrscheinlich 1945 zerstört)
- Simon Kick
  - Elias weigert sich, die Geschenke Naemans anzunehmen.
- Pieter Lastman
  - Die Ruhe auf der Flucht nach Ägypten.
- Cornelis Lelienbergh
  - Stillleben mit einem Messingeimer. (wahrscheinlich 1945 zerstört)
- Paulus Moreelse
  - Bildnis einer jungen Frau. (wahrscheinlich 1945 zerstört)

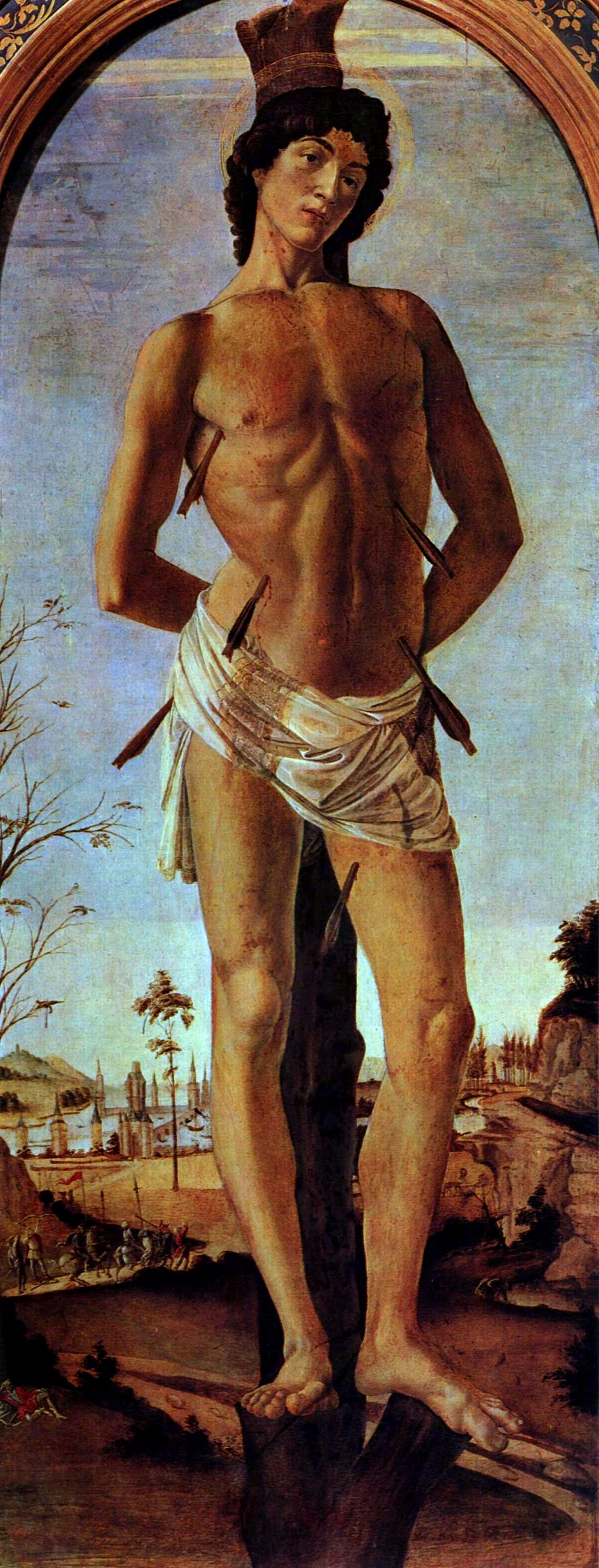
Sandro Botticelli: Der heilige Sebastian

- Anthonie Palamedesz.
  - Soldaten in einem Bauernhaus.
  - Bildnis einer jungen Frau. (wahrscheinlich 1945 zerstört)
- Rembrandt
  - Jakob ringt mit dem Engel.
- Joachim Wtewael
  - Loth und seine Töchter.

### Italienische Malerei
- Fra Angelico
  - Maria mit dem Kinde und den Heiligen Dominikus und Petrus Martyr.
- Antonello de Saliba
  - Der heilige Sebastian.
  - Maria mit dem Kinde. (wahrscheinlich 1945 zerstört)
- Antonio Veneziano
  - Der Apostel Jacobus d. Ä.
  - Engel der Verkündigung.
  - Maria der Verkündigung.
  - Ein heiliger Bischof.
  - Ein heiliger Franziskaner.
  - Weibliche heilige.
- Amico Aspertini
  - Die Anbetung der Hirten.
- Francesco Ubertini (genannt Bacchiacca)
  - Die Taufe Christi.
  - Die Enthauptung Johannes des Täufers.
- Bartolomeo Bagnacavallo
  - Die Heimsuchung Mariae.
  - Maria mit dem Kinde, von den Heiligen Eligius und Petronius verehrt.
- Fra Bartolomeo
  - Die Himmelfahrt Mariae. (wahrscheinlich 1945 zerstört)
- Marco Basaiti
  - Maria mit dem Kinde.
  - Die Beweinung Christi. (wahrscheinlich 1945 zerstört)
  - Der heilige Sebastian. (wahrscheinlich 1945 zerstört)
- Leandro Bassano
  - Bildnis eines venezianischen Prokurators. (wahrscheinlich 1945 zerstört)
- Lazzaro Bastiani
  - Maria mit dem Kinde, in gemaltem Rahmen.
  - Die Beweinung Christi. (wahrscheinlich 1945 zerstört)
- Francesco Beccaruzzi
  - Bildnis eines Ballspielers mit seinem Pagen.
- Gentile Bellini
  - Maria mit dem Kinde und einem Stifterpaar.
- Giovanni Bellini
  - Die Beweinung Christi.
  - Der tote Christus, von zwei Engeln gestützt.
  - Maria mit dem Kinde, das auf einer Brüstung steht.
  - Maria mit dem Kinde. (wahrscheinlich 1945 zerstört)
  - Altarbild mit drei Heiligen. (wahrscheinlich 1945 zerstört)
- Jacopo Bellini
  - Der heilige Hieronymus (Fragment).
  - Der heilige Johannes der Evangelist.
  - Der Apostel Petrus.
- Boccaccio Boccaccino
  - Thronende Maria mit dem Kinde und den Heiligen Johannes der Täufer und Katharina von Alexandrien.
- Giovanni Antonio Boltraffio / Marco d’Oggiono
  - Die Auferstehung Christi mit den Heiligen Leonhard und Lucia.
- Francesco Bonsignori
  - Thronende Madonna mit Kind. (Staatliche Schlösser und Gärten Hessen)
- Paris Bordone
  - Thronende Maria mit dem Kinde und den heiligen Fabianus, Rochus, Sebastian und Katharina von Alexandrien.
  - Ruhende Venus.
  - Thronende Maria mit dem Kinde und vier Heiligen. (Kriegsbeute in Warschau)
- Ambrogio Borgognone
  - Thronende Maria mit dem Kinde. (wahrscheinlich 1945 zerstört)
  - Thronende Maria mit dem Kinde und zwei Heiligen. (wahrscheinlich 1945 zerstört)
- Sandro Botticelli
  - Der heilige Sebastian.
  - Maria mit dem Kinde und Leuchter tragende Engel. (wahrscheinlich 1945 zerstört)
- Francesco Botticini
  - Maria und Johannes, das Kind verehrend.
  - Christus am Kreuz mit vier Heiligen. (wahrscheinlich 1945 zerstört)
  - Die Krönung Mariae. (wahrscheinlich 1945 zerstört)
- Giuliano Bugiardini
  - Maria, das Kind verehrend und die Heiligen Johannes der Evangelist, Philippus, Hieronymus und Joseph.
  - Maria mit dem Kinde und dem Johannesknaben. (wahrscheinlich 1945 zerstört)
- Bernardino Butinone
  - Die Beweinung Christi. (wahrscheinlich 1945 zerstört)
- Giovanni Cariani
  - Bildnis eines jungen Mannes.
- Giovanni Francesco Caroto
  - Die Beweinung Christi.
- Vittore Carpaccio
  - Die Weihe des heiligen Stephanus zum Diakon.
  - Maria mit dem Kinde und zwei Heiligen. (wahrscheinlich 1945 zerstört)
- Annibale Carracci (zugeschrieben)
  - Büßende Magdalena. (Staatliche Schlösser und Gärten Hessen)
- Andrea del Castagno
  - Die Himmelfahrt Mariae mit den heiligen Julian und Minias.
- Vincenzo Catena
  - Maria, das Kind verehrend mit den heiligen Joseph, Johannes der Täufer, Katharina von Alexandrien, Ludwig von Toulouse und dem Stifter Lodovico Ariosto.
  - Der segnende Christus.
  - Maria mit dem Kinde.
- Cima da Conegliano
  - Thronende Maria mit dem Kinde und den Heiligen Petrus, Romualdus, Benedikt und Petrus.
  - Maria mit dem Kinde und einem Stifter.
  - Die Heilung des Anianus durch den Heiligen Markus.
  - Maria mit dem Kinde. (wahrscheinlich 1945 zerstört)
- Bernardino de Conti
  - Bildnis des Luigi Besozzi.
  - Bildnis eines Mannes. (wahrscheinlich 1945 zerstört)
- Lorenzo Costa
  - Bildnis eines jungen Mannes.
  - Die Darstellung Christi im Tempel.
  - Die Beweinung Christi.
  - Die Darstellung Christi im Tempel. (wahrscheinlich 1945 zerstört)
- Lorenzo di Credi
  - Die Anbetung des Kindes.
  - Die heilige Maria Ägytiaca.
  - Maria, das Kind anbetend. (wahrscheinlich 1945 zerstört)
- Carlo Crivelli
  - Christus im Grab mit Heiligen. (wahrscheinlich 1945 zerstört)
  - Die heilige Magdalena. (1935 verkauft – heute Amsterdam, Rijksmuseum)
- Bernardo Daddi
  - Dreiteiliges Altarbild mit der Krönung Mariae.
- Pier Francesco Fiorentino
  - Maria mit dem Kinde vor einer Rosenhecke. (wahrscheinlich 1945 zerstört)
- Vincenzo Foppa
  - Maria mit dem Kinde.
  - Die Beweinung Christi. (wahrscheinlich 1945 zerstört)
- Francesco Francia
  - Die Heilige Familie.
  - Maria mit dem Kinde in der Glorie von sechs Heiligen verehrt. (wahrscheinlich 1945 zerstört)
- Agnolo Gaddi
  - Triptychon mit Maria mit dem Kinde, musizierenden Engeln und Heiligen.
  - Ein heiliger Bischof.
  - Der heilige Petrus. Der heilige Paulus.
  - Ein heiliger Diakon.
- Raffaellino del Garbo
  - Thronende Maria mit dem Kinde und vier Heiligen. (wahrscheinlich 1945 zerstört)
  - Thronende Maria mit dem Kinde, zwei Engeln und vier Heiligen. (wahrscheinlich 1945 zerstört)
  - Maria mit dem Kinde und zwei Engeln. (wahrscheinlich 1945 zerstört)
- Benvenuto Tisi Garofalo
  - Der büßende heilige Hieronymus.
  - Die Anbetung der Könige.
- Cesare Gennari (zugeschrieben)
  - Johannes in der Wüste. (Staatliche Schlösser und Gärten Hessen)
- Domenico Ghirlandaio + Gehilfen
  - Die Auferstehung Christi.
  - Der heilige Vencentius Ferrerius. (wahrscheinlich 1945 zerstört)
  - Der heilige Antonius. (wahrscheinlich 1945 zerstört)
  - Maria mit dem Kinde in der Glorie von vier Heiligen verehrt. (wahrscheinlich 1945 zerstört)
- Ridolfo Ghirlandaio
  - Die Himmelfahrt Mariae.
  - Die Anbetung des Kindes. (wahrscheinlich 1945 zerstört)
- Giampietrino
  - Die heilige Magdalena.
  - Die heilige Katharina von Alexandrien.
  - Die Geburt Christi.
- Luca Giordano
  - Euklid.
  - Archimedes.
- Giotto
  - Die Kreuzigung Christi.
- Giovanni di Paolo
  - Christus am Kreuz zwischen Maria und Johannes mit einem knienden Dominikaner.
- Francesco Granacci
  - Thronende Maria mit dem Kinde, Johannes dem Täufer und dem Erzengel Michael.
  - Die Heilige Dreifaltigkeit.
- Filippino Lippi
  - Maria mit dem Kinde.
  - Christus am Kreuz, von Maria und dem heiligen Franziskus verehrt. (wahrscheinlich 1945 zerstört)
- Filippo Lippi
  - Maria, das Kind verehrend mit dem Johannesknaben und dem heiligen Bernhard.
  - Maria als Mutter des Erbarmens (Schutzmantelmadonna). (wahrscheinlich 1945 zerstört)
- Pietro Lorenzetti
  - Die heilige Humilitas heilt eine kranke Nonne.
  - Thronende Maria mit dem Kinde, anbetenden Engeln und den Heiligen Paulus, Johannes der Evangeslist, Johannes dem Täufer und Petrus.
- Lorenzo Monaco
  - Die Enthauptung der heiligen Katharina von Alexandrien.
  - Die Geburt Christi.
  - Thronende Maria mit dem Kinde, zwei Heiligen und vier Engeln. (wahrscheinlich 1945 zerstört)
- Lorenzo Lotto
  - Der heilige Sebastian.
  - Der heilige Christophorus.
  - Christus Abschied von seiner Mutter.
- Bastiano Mainardi
  - Maria mit dem Kinde.
  - Thronende Maria mit dem Kinde und zwei Heiligen. (wahrscheinlich 1945 zerstört)
  - Maria mit dem Kinde. (wahrscheinlich 1945 zerstört)
- Andrea Mantegna
  - Die Darstellung Christi im Tempel.
- Marco Marziale
  - Christus in Emmaus.
- Maso di Banco
  - Maria mit dem Kinde.
  - Der heilige Antonius Eremita. (wahrscheinlich 1945 zerstört)
  - Der heilige Johannes der Täufer. (wahrscheinlich 1945 zerstört)
- Matteo di Giovanni
  - Maria mit dem Kinde, den Heiligen Hieronymus, Antonius von Padua und zwei Engeln.
  - Maria mit dem Kinde, den Heiligen Hieronymus, Katharina von Alexandrien und zwei Engeln.
- Melozzo da Forlì
  - Die Dialektik. (wahrscheinlich 1945 zerstört)
  - Die Astronomie. (wahrscheinlich 1945 zerstört)
- Bartolomeo Montagna
  - Thronende Maria mit dem Kinde, den Heiligen Homobonus, Franziskus von Assisi, Katharina von Alexandrien und dem Stifter Bernardino da Feltre.
- Palma il Vecchio
  - Maria mit dem Kinde.
- Marco Palmezzano
  - Die Anbetung der Hirten.
  - Thronende Maria, das Kind verehrend, mit dem heiligen Petronius und einem Dominikaner.
  - Thronende Maria mit dem Kinde und den Heiligen Hieronymus (?) und Barbara,
  - Der auferstandene Christus. (wahrscheinlich 1945 zerstört)
  - Thronende Maria mit Kind, zwei Heiligen und einem Stifter (1866 durch Auguste Viktoria an das Städtische Kriegslazarett Görlitz geschenkt, heute im Kulturhistorischen Museum Görlitz)
- Parmigianino
  - Die Taufe Christi.
- Piero di Cosimo
  - Die Anbetung des Kindes. (wahrscheinlich 1945 zerstört)
- Bernardino Pintoricchio
  - Maria mit dem Kinde und dem heiligen Hieronymus.
- Piero del Pollaiuolo
  - Die Verkündigung.
- Andrea Previtali
  - Maria mit dem Kinde und vier Heiligen. (wahrscheinlich 1945 zerstört)
- Raffael
  - Maria mit dem Kinde (Madonna Solly).
- Sassetta
  - Maria mit dem Kinde.
- Giovanni Battista Sassoferrato
  - Joseph mit dem Christuskind. (wahrscheinlich 1945 zerstört)
- Jacopo del Sellaio
  - Maria mit dem Kinde.
  - Maria mit dem Kinde.
  - Landschaft mit biblischen Szenen.
  - Landschaft mit biblischen Szenen.
  - Der heilige Hieronymus. (Kriegsbeute in Warschau)
  - Die Beweinung Christi. (wahrscheinlich 1945 zerstört)
  - Julius Caesar vor seiner Ermordung. (wahrscheinlich 1945 zerstört)
  - Julius Caesars Ermordung. (wahrscheinlich 1945 zerstört)
  - Der heilige Hieronymus. (wahrscheinlich 1945 zerstört)
- Luca Signorelli
  - Die Heiligen Eustachia, Magdalena und Hieronymus.
  - Die Heiligen Augustinus, Katharina von Alexandrien und Antonius von Padua.
- Taddeo di Bartolo
  - Die Heilige Dreifaltigkeit.
- Domenico Tintoretto
  - Bildnis eines Prokurators von San Marco.
- Tizian
  - Selbstbildnis.
- Cosmè Tura
  - Der heilige Sebastian.
  - Der heilige Christophorus.
  - Thronende Maria mit dem schlafenden Kinde und vier Heiligen. (wahrscheinlich 1945 zerstört)
- Paolo Uccello
  - Maria mit dem Kinde.
- Giorgio Vasari
  - Amor und Psyche. (seit 1945 verschollen)
- Alvise Vivarini
  - Pfingstaltar.
  - Der heilige Ludwig von Toulouse.
  - Die heilige Maria Magdalena.
  - Thronende Maria mit dem Kinde und den Heiligen Johannes der Täufer, Hieronymus, Augustinus und Sebastian.
- Bartolomeo Vivarini
  - Der Erzengel Michael mit der Seelenwaage.
  - Lesender Heiliger.
  - Der heilige Georg tötet den Drachen. (wahrscheinlich 1945 zerstört)
- Marco Zoppo
  - Thronende Maria mit dem Kinde und den Heiligen Johannes der Täufer, Franziskus von Assisi, Paulus und Hieronymus.

### Spanische Malerei
- Bartolomé Bermejo
  - Der Tod Mariae.
- Pedro Berruguete
  - Thronende Maria mit dem Kinde.

### Ikonen
- Italo-Byzantinisch, 15./16. Jahrhundert
  - Maria mit dem Kinde (Madonna della Consolazione). (1939 von der Gemäldegalerie an die frühchristlich-byzanntinische Abteilung überwiesen)
- Italo-Byzantinisch, 17. Jahrhundert
  - Noli me tangere. (1939 von der Gemäldegalerie an die frühchristlich-byzanntinische Abteilung überwiesen)
- Russisch, 18. Jahrhundert
  - Die heilige Katharina. (1939 von der Gemäldegalerie an die frühchristlich-byzanntinische Abteilung überwiesen)